# Dan (Suriname)
Dan, uitspraak: Dang, is een dorp in het district Sipaliwini in Suriname. Het ligt aan de Boven-Surinamerivier.
In het dorp bevindt zich een basisschool, een kinderdagverblijf en een mediatheek. Verschillende thuiszorgorganisaties in Nederland werken sinds circa 2000 samen met het dorp en dorpen in de omgeving, een gebied met meer dan achtduizend inwoners.
Stroomopwaarts ligt in zicht het eiland Danpaati met daarom een toeristenresort. Danpaati betekent vertaald 'eiland van het dorp Dan'.
In maart 2021 kreeg minister David Abiamofo van Natuurlijke Hulpbronnen groen licht van het traditionele gezag om een groot zonne-energieproject op te zetten in Botopasi dat ten goede komt aan een groot aantal dorpen langs de rivier, waaronder Dan.
Abenaston · Adawai · Akisiaman · Akwaukondre · Amakakondre · Asenbaso · Asidonhopo · Atjoni · Aurora · Begoeba · Begoon · Bekiokondre · Bendikwai · Bendiwata · Biudoematoe  · Bofokoele · Botopasi · Dan · Dangogo · Daume · Debikè · Deboo · Djemongo · Djoemoe · Duwatra · Foetoenakaba · Gingiston · Goddo · Godowatra · Goejaba · Gran Slee · Grantatai · Gunsi · Heikoenoenoe · Jawjaw · Kaajapati · Kajana · Kambaloea · Kampoe · Koonoo · Kuututen · Ladouanie · Lespansi · Ligorio · Malobi · Malroseekondre · Masiakriki · Moitori · Nazaleti · Nieuw-Aurora · Padalafanti · Pambo Oko · Pikin Slee · Pingpe · Pokigron · Saloebanga · Semoisi · Soolan · Stonhoekoe · Tjaikondre · Toemaripa · Toetoeboeka